# Jungle
El Jungle (a veces llamado Oldschool jungle) es un género musical que incorpora influencias tanto del primer hardcore (conocido como breakbeat hardcore) y techno como de la escena jamaicana existente en Inglaterra en los años 1980. Toma de la cultura del sound system elementos del reggae y del dub. Existe un importante debate acerca de la diferenciación entre jungle y drum and bass, pues ambos términos se utilizan indistintamente en numerosas ocasiones. Históricamente, el término drum and bass no empieza a utilizarse hasta mediados de los 1990, con discos recopilatorios como "The Dark Side - Hardcore Drum & Bass Style".

## Historia

### Origen histórico del término
El término jungle comenzó utilizándose en un primer momento para referirse de forma despectiva a la música negra con gran contenido rítmico. Se empieza a generalizar el uso de términos como "junglist" o "jungle music" en Jamaica a partir de 1970 en el ámbito de la música reggae, dub y dancehall.
El primer uso documentado del término se encuentra en una canción del letrista y productor de jungle Rebel MC. Se trata de un tema que toma un sample de un tema mucho más antiguo de dancehall que contiene la letra "Rebel got this chant/alla the junglists". Hacia finales de los 1980, el grupo Shut Up and Dance relata la anécdota de que en una ocasión no les dejaron entrar a un club, y como explicación el puerta les dijo que "nosotros no pinchamos vuestro jungle music aquí", en relación con el hardcore clásico que tocaba el grupo.

### Sound system

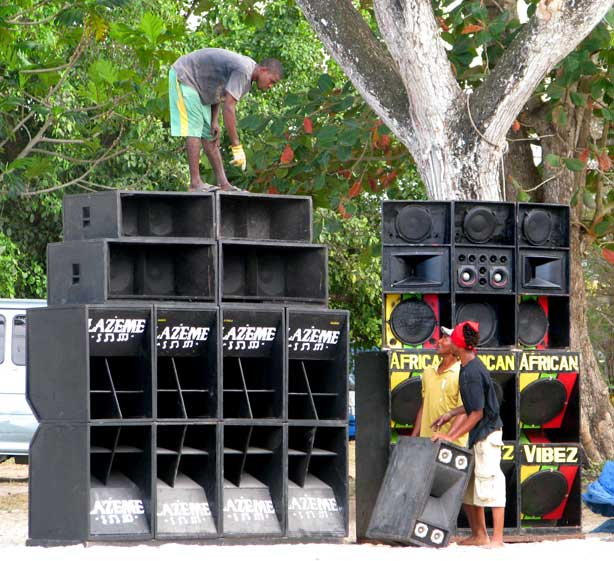
Sound system en Negril, Jamaica.

Las raíces del jungle han de buscarse en la vibrante escena dancehall que existía en Inglaterra en los 1980 gracias a la cultura del sound system jamaicana. Los mayores sound systems en Londres entre 1985 y 1990 eran Saxon, Unity y Sir Coxon. También existían otros de menor dimensión y popularidad. En todos ellos se tocaba fundamentalmente reggae y otros estilos de música de Jamaica. Pero progresivamente fueron comenzando a pinchar nuevos sonidos. Así, PJ y Smiley, más adelante conocidos como Shut Up and Dance, junto a su amigo DJ Hype, comenzaron a poner temas de hip hop en su pequeño sound system del norte de Londres tras el viaje que Smiley hizo a Nueva York en 1985. Buscando ritmos que permitieran a los bboys bailar, hicieron evolucionar su sonido empezando a programar algo que llamaban "hip hop rápido". Este tipo de sonido, que para su sorpresa triunfó rápidamente en la naciente escena rave, sembró la semilla del jungle.
El origen jamaicano se observa en multitud de elementos. Sellos discográficos esenciales en los 1990 para el nacimiento y desarrollo del jungle, como Fashion o Greensleeves, habían dedicado la década de los 1980 a publicar material estrictamente jamaicano. Al mismo tiempo, un número indeterminado de toasters y cantantes de dancehall empiezan a dedicarse hacia finales de los 1980 al jungle, como Asher Senator, Bounty Killer, Beenie Man o Barrington Levy.

### Oldschool jungle
El primer sonido identificable de modo inequívoco como jungle se emparenta directamente con el hardcore, pues gana popularidad y crece gracias a la trepidante escena rave que tuvo lugar en Inglaterra a principios de los 1990. Es un tipo de música multicultural, lo que se manifiesta en la apropiación de elementos tanto de la escena rave como reggae. A nivel musical, se trata de una música intensamente vinculada con el hip hop. Ambos estilos utilizan el mismo tipo de instrumentación y técnicas, entre los que se encuentran samplers, cajas de ritmo, micrófono para el MC y secuenciadores. Además, ambos comparten también elementos musicales, como el uso masivo para la construcción rítmica de breaks tomados de la tradición de afrodescendiente como el funk y el soul, o la importancia de las líneas de bajo. El break de batería más utilizado en el jungle es el amen break, que está tomado de un meddley de Curtis Mayfield e interpretado por el grupo de soul The Winstons. A diferencia del hip hop, el jungle alcanza velocidades que normalmente doblan a las del rap, oscilando entre 120 y 145 bpms. Por otra parte, la importancia del bajo tiene mucho que ver también con el sonido jamaicano, y el toasting que realiza el MC es similar al de un cantante de dancehall y no rapea como lo haría un rapero. 

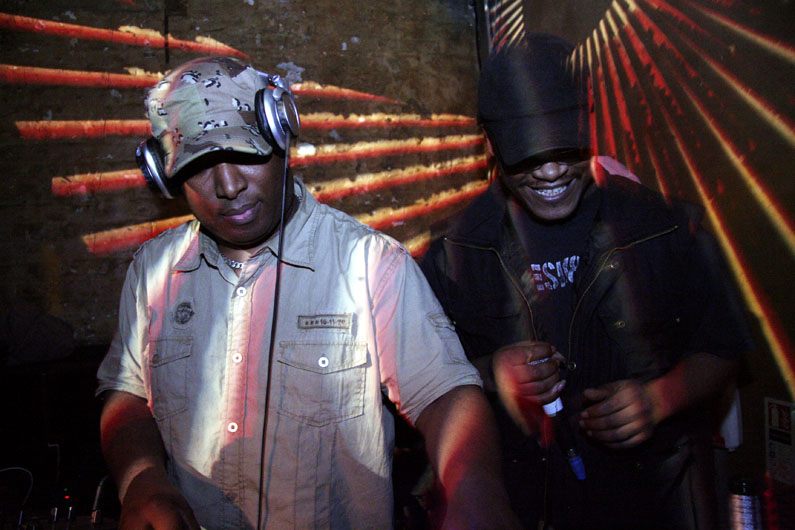
4 Hero, grupo clásico de jungle y dnb (en la imagen Marc Mac).

En el verano de 1992, un club de Londres llamado "Rage" empezó a cambiar su programación musical en respuesta a la comercialización del sonido rave. Se puede decir que el hardcore clásico pasa a bifurcarse en dos direcciones, por un lado la del happy hardcore y por otro la más oscura y de ritmos rotos del breakbeat. Los residentes del club, Fabio y Grooverider, entre otros, empiezan a poner este tipo de hardcore más rápido, con samples oscuros y cada vez mayor complejidad rítmica. Se trata de un sonido que se puede rastrear en producciones hasta 1990 con temas como "Mr Kirk Nightmare" de 4 Hero o los inicios de Metalheads. Este tipo de sonido se ha denominado darkcore, un híbrido entre el hardcore y el jungle que pronto terminará de definirse gracias a su difusión por DJs como los señalados o DJ Hype. El club "Rage" cerró en 1993, pero una nueva legión de seguidores se había consolidado con esta propuesta. El estilo se vuelve cada vez más popular y su cénit llega con el tema "Original Nutta" de Shy FX y UK Apachi, auténtico éxito en las listas británicas que descubre al gran público una música que hasta entonces se había mantenido estrictamente underground.

### Final del jungle original
En 1994 se prohíben las raves en Inglaterra a través de la Criminal Justice Bill. Este hecho se une al salto del jungle a la popularidad mediática. Un cierto aura de ilegalidad rodea al género, tanto por las fiestas ilegales en las que se había venido desarrollando como por la violencia intrínseca a las zonas en las que más sonaba de Inglaterra. La palabra "jungle" se asocia de modo cada vez más generalizado a tipos duros, drogas y armas. Es la época en que el género se rebautiza como drum and bass, una denominación aséptica y casi científica destinada a desligar esta música de la violencia. Al mismo tiempo, el género pierde en buena medida el sonido jamaicano y se sofistica en las producciones de jungle inteligente de sellos como Good Looking Records.

Todo el sentimiento reggae se había ido y nuevos estilos comenzaron a emerger como el Hardstep, el Intelligent Drum and Bass y el Jazzy Drum and Bass; la escena parecía haber limpiado su conciencia.

## Subgéneros
Existen varios subgéneros del jungle, alguno de los cuales es confundido en ocasiones con el mismo:
- Darkcore: proto jungle, sonido que se encuentra entre el hardcore clásico y el primer jungle, con una sonoridad oscura y breaks pronunciados.
- Hardcore Jungle: un subgénero más melódico y con voces aceleradas (1993-hoy).
- Intelligent jungle: un tipo de jungle sofisticado y mental, iniciado por productores como LTJ Bukem o Goldie (1993-hoy).
- Ragga jungle: cruce de jungle con el sonido dancehall (1989-hoy).

## Artistas significativos
| - DJ Hype - Shut Up and Dance - Shy FX - Fabio - 4 Hero - Grooverider - DJ Zinc | - Aphrodite - Foul Play - Hyper On Experience - Ragga Twins - Congo Natty - LTJ Bukem - UK Apachi |